# Serraparera
Serraparera (en catalán Serraperera) es un distrito de Sardañola del Vallés, en la provincia de Barcelona, comunidad autónoma de Cataluña (España) Está situado entre los distritos de Dalt, Baix, Bellaterra y la Plana del Castell. Es mayoritariamente una zona residencial, aunque también tiene su pequeña zona urbana de alta densidad al sur y un polígono industrial al este. De fácil acceso tanto con transporte privado por la autopista AP-7 que está en la frontera con la Universidad Autónoma de Barcelona y por transporte público, una estación de tren de RENFE llamada estación de Cerdanyola Universitat comunicada con el núcleo urbano a través de autobús. El barrio dispone de las líneas de autobús Sarbus-Moventis Express3, 3, A3, LU3. El centro del distrito se considera la plaza Pau Casals nombre recuperado después de que durante 20 años el ayuntamiento de Sardañola no repusiese la placa del nomenclátor llevando a confundirla con la plaza Universal que es el lugar donde se sitúa su singular Glorieta y donde está el centro cívico. Allí se celebran la mayoría de actos culturales y festivos del barrio. Cabe reseñar también que hay un centro de atención primaria, un mercado municipal y un colegio público con el mismo nombre, y el Instituto de Educación Secundaria "Jaume Mimo". La iglesia de advocación mariana está dedicada a Nuestra Señora del Rosario.

## La Masía

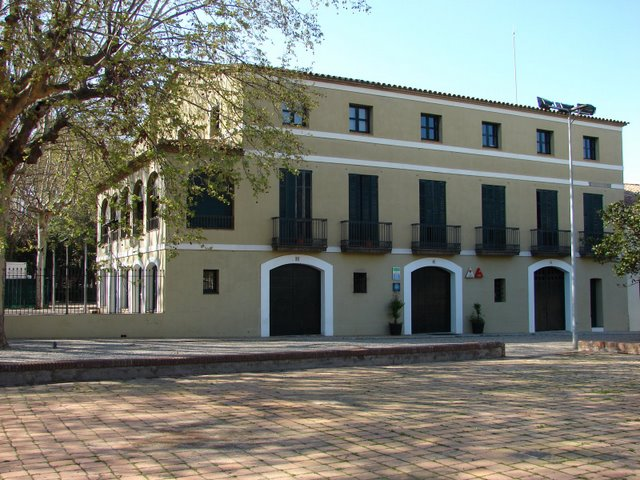
Masía Serraparera año 2009

El nombre compuesto documentado desde el siglo XVI es el resultado de la unión de dos apellidos medievales, Parera y Serra. Los Parera eran los propietarios del lugar donde se encuentra la Masía desde el siglo XIV. El Más de Saltells se integró en su mayor parte dentro del Mas Perera, posterior Serraperera. En el año 1651 encontramos un documento de capítulos matrimoniales el nombre de una Maria Serraparera. Por aquella época la costumbre era que a través de sucesivos matrimonios se incorporasen propiedades vecinas como forma natural de hacerse más extensas. Así las masías de Morato, Santa Lucía, Cabot y los pocos restos que quedaban de los Saltells pasan a ser parte de una Serraparera mayor. Nada queda ya de estas Masías ni se adivina donde estaban sus emplazamientos. En 1844 fue adquirida por Ramón Tort.
En las excavaciones arqueológicas realizadas en la parte más antigua de la masía en el año 2003 se localizaron varios silos de los siglos XII al XV. Se da por hecho que durante el siglo X los Condados catalanes se convirtieron en entidades independientes del poder carolingio y en estos años se dieron los primeros pasos de repoblación del territorio tras la invasión musulmana, trayéndose grandes contingentes de población de los territorios de dentro del Imperio carolingio que eran dominios poseídos por los Condes de Barcelona como súbditos del Imperio.
La repoblación se hizo principalmente con población del sur de Francia (de ahí la etimología del nombre “Cerdanyola” que trajeron sus nuevos pobladores posiblemente de su lugar de origen "Cerdaña") desde el siglo XIV.. Durante los siglos IX y X se creó una sociedad donde predominaban pequeños propietarios libres, llamados aloers, enmarcados en una sociedad agraria donde cada núcleo familiar producía lo que consumía, generando muy pocos excedentes, y típica de la Edad Media. De ahí se cree que nace la fundación de la primitiva Masía Serraparera.
Originariamente la Can Serraparera estaba formada por la casa, las dependencias agrícolas, un molino harinero y una capilla, rodeadas por un gran patio. La residencia señorial, construida antes del siglo XVII, es un edificio de planta cuadrada con soportales en la planta baja y galerías de gusto neoclásico en el piso superior que fueron añadidas en el siglo XIX, momento en el que ha quedado la casa tal y como hoy se conoce. Los dos edificios principales de la casa fueron construidos en épocas diferentes. La granja, del siglo XVI, es el más primitivo y la torre es una casa señorial de inspiración neoclásica construida en el siglo XIX para residencia de los propietarios. 
La masía ha sido una de las más importantes de la zona y el cultivo de la vid una de sus actividades principales. A lo largo del siglo XX, la Masía quedó rodeada por la Colonia Vilcom – Serraparera y por la zona industrial de la Clota. Hasta el año 2001 se estuvo utilizando como vivienda por los últimos caseros que en sus últimas voluntades cedieron al barrio la titularidad de la misma, apropiandosela en una jugada "poco clara" el Ayuntamiento a cambio de la construcción de un centro cívico cuyo valor es ínfimo en comparación.
Actualmente es el centro municipal de formación y Ooupación de Sardañola del Vallés.

### Asociación de Vecinos

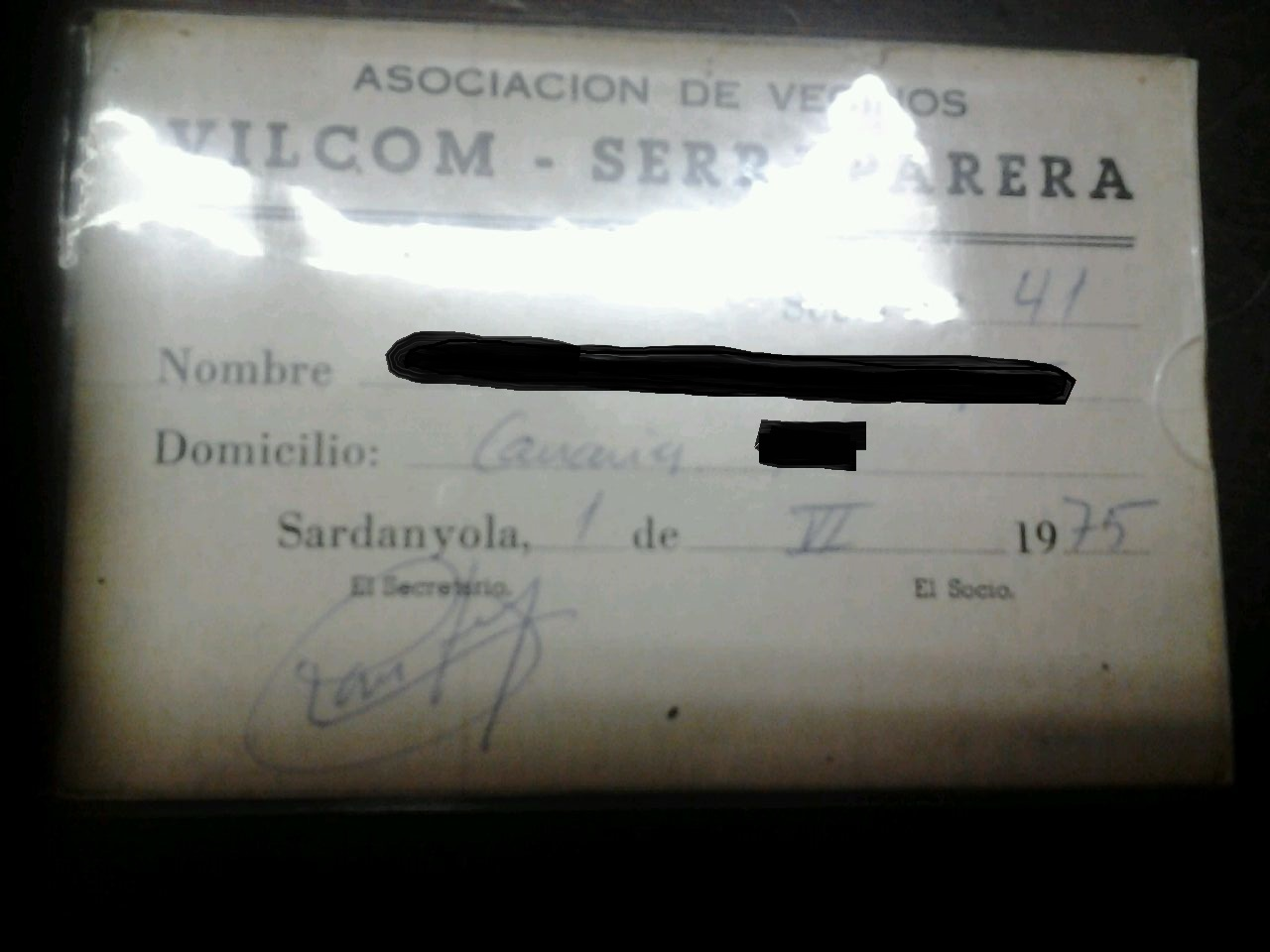
Carnet AA.VV.Vilcom-Serraparera Any 1975

La Asociación de Vecinos de Serraparera se fundó en 1972 y se encuentra en la plaza Pau Casals

## Economía
Hasta el siglo XX la principal actividad era la agricultura, en especial de la viña.
Su tejido industrial nace en 1957 y está radicado en el polígono industrial La Clota donde trabajan unos 6500 trabajadores (Datos de Comisiones Obreras) y cuyo listado de empresas es:

### Industria
- - Ercros
- - Aiscondel
- - Grassoler
- - CYN Construcciones Eléctricas
- - Riviere
- - Carburantes Nuri
- - STV Servicios Técnicos del Vallés
- - Apinsa
- - Mecánica Llavería
- - Bennett International
- - Drovicost
- - Indigra

## Fiestas
El distrito celebra sus fiestas el primer fin de semana de junio, antiguamente cuando Serraparera era una colonia se celebraban en 15 de agosto.

## Historia

### De los primeros asentamientos humanos hasta lasigloXIXfundación de Sardañola del Vallés

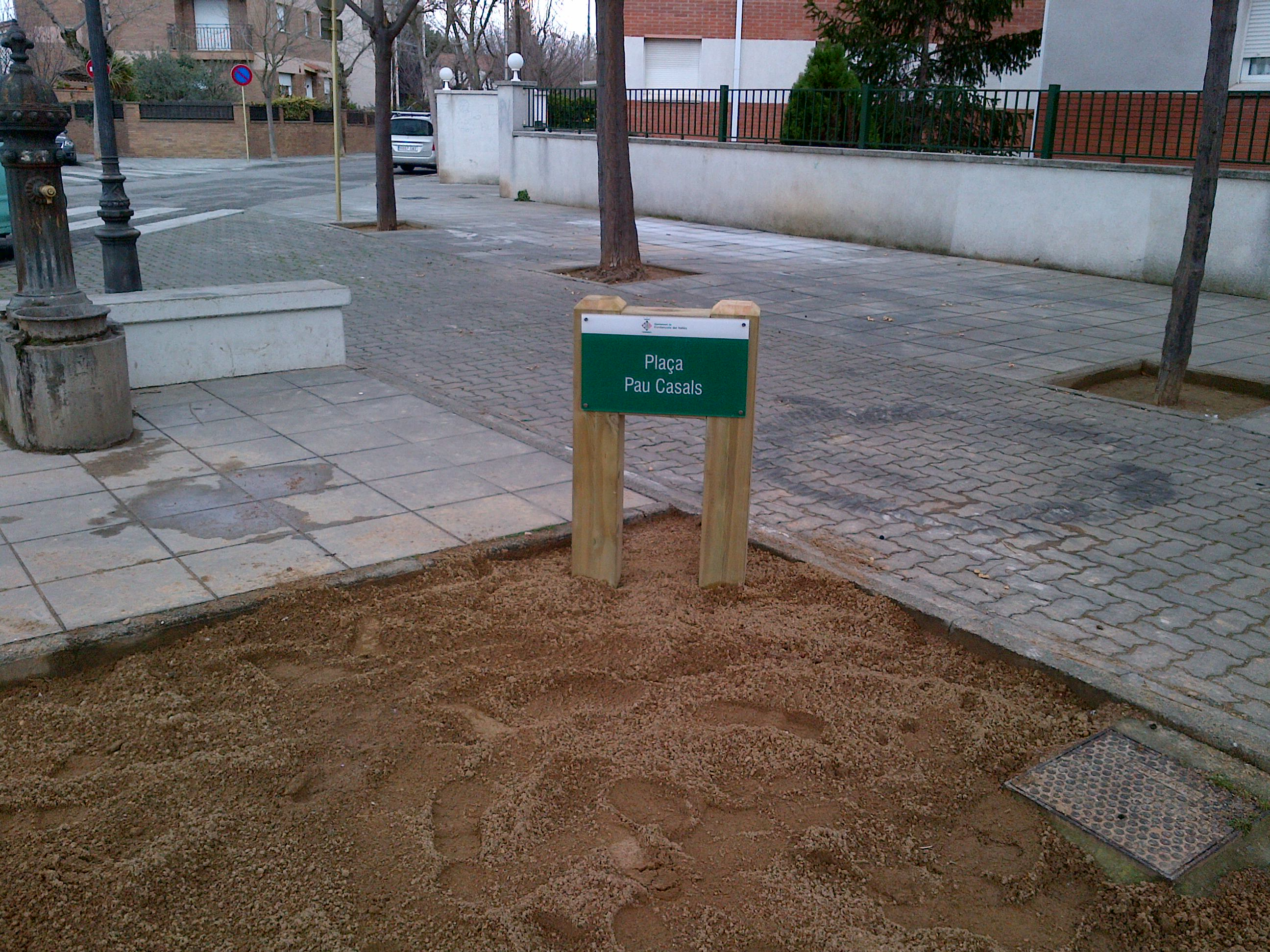
Plaza Pau Casals

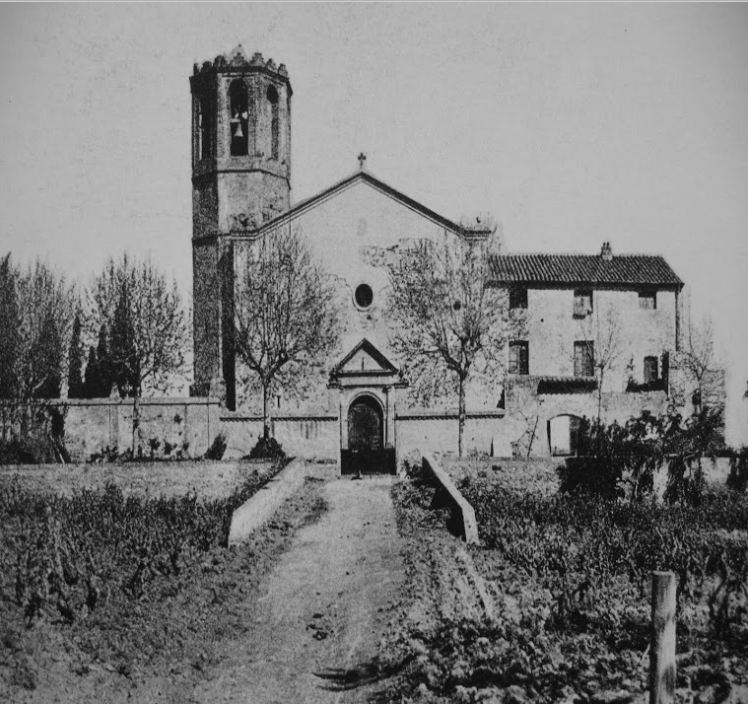
Antigua iglesia de San Martín en Serraparera principios Siglo XX

Los primeros asentamientos humanos en Serraparera se remontan a finales del siglo V a. C. y son conocidos como la Necrópolis de Serraparera. Van desde el Neolítico a la época Visigoda y Románica pasando por los íberos y romanos. Muy cerca pasaba la calzada romana Vía Augusta (actual N-150) y el antiguo camino romano que iba por *Can Santfeliu de les Alzines (actual Badia del Vallés / Barberá del Vallés). Todo ello ha sido documentado por el Museo Arqueológico de Barcelona y su publicación científica ha sido editada recientemente por la Generalidad de Cataluña.
De su pasado agrícola puede indicarse que el Río Sec que la recorre de norte a sur era conocido en la Alta Edad Media como "Riosicco" (998) y Rivo de Saltells (1054). La denominación "Saltells" afectaba a este su tramo final entre *Can Santfeliu de les Alzines y su desembocadura en el Río Ripoll También fue conocida como riera Riaria de Sautellis (1059) a su paso por el Mas Borrell posterior Can Mitjans actual fábrica Riviere por donde pasaba el "camino real" entre Sabadell y Barcelona.
El *Más de Saltells se integró en el siglo XIV en su mayor parte dentro de la Masía Perera posterior Serraperera “dicto Manso Saltells diruto et eius terris nunc etiam dicto Manso Serraparera unito” (Nota de Salvador Cardús, Un Nadal tacat de sang. Aymà Editors. Barcelona, 1961. p. 173, se refiere a un documento privado de la masía Serraperera y su venta del más a Francesc Deu). Una parte de estas tierras dio lugar al Más de Cordelles; un documento fechado en 1805 lo prueba: "Las aguas de la riera de Riusec o de Saltells pasan por medio de la Cuadra de Cordelles", y en un nuevo documento se establece su concesión a un tal Francisco de A. Copons "para el regadío de su Cuadra o Torre de Cordelles antiguamente llamada de Saltells".
Uniendo las lindes de las Masías Morató, Cabot y Llonc que están en el "Capbreu" de 1546 puede reconstruirse el término de la antigua Casa de Saltells o Perera, y puede verse que sus fronteras eran: por el Sur con el más Banús, por el Norte con el más Cabanyes y el torrente de los Gorgs, por el Oeste con el valle Moronta y Can Santfeliu (de Barberà) y por el Este con los masos de Xarau, la Farigola y sierra de la Formigada.
La casa de Saltells y las tierras principales de la finca estaban situadas en el corazón del territorio de Saltells antes definido. Por un documento del año 1132 el más de Saltells, con la torre que allí se alzaba, la “turris vero, que ibi est” eran propiedad de Berenguer Arnau y su esposa, la pubilla Adaldis de Saltells y estaban situados “in parrochia Sancti Martini de Cerdaniola vel in loco nominato Saltels”. Ermengol, abad de San Cugat firmaba el documento. El más de Saltells pertenecía al Castillo de Montcada: “manso de Saltell, senoribus Monte Chatanum”. sus tierras hacían linde “de occiduo in torrente de Valle Moronta, de circi in fisco de Montiscatani”.
Hoy todavía se desconoce el emplazamiento exacto de la casa de los Saltells, de sus dimensiones y características. Ningún elemento material ha quedado visible, como en tantas de otras masías medievales ha sucedido. De todas maneras su emplazamiento está bastante claro, quedando entre las Masías de Serraperera y Cordelles o sobre esta última dominando el camino de la Clota.
Finalmente, en el año 1606 la casa de los Saltells se considera en ruinas, fue su definitiva desaparición física tres siglos después de que decretada su demolición por el rey Pedro IV el Ceremonioso la torre que la distinguía se viniera abajo por abandono. Entonces aparecen en escena “Los Cordellas” que construyen su Masía en lo que se supone los muros de la antigua casa torre Saltells, procediéndose en esa fecha (1617) a la separación territorial entre Cordellas y Serraparera.
Durante el siglo XVIII se llegaron a censar en los dominios de los Señores feudales de Marimón 50 masías. Una de las más importantes fue siempre la nuestra ya que muchas de ellas desaparecieron y no se sabe ni su emplazamiento. 
Un capítulo aparte merece el castillo como símbolo de poder sobre las masías de su entorno.
Durante la Guerra de la Independencia El general galo Duhesme atravesó por el término municipal de Sardañola del Vallés, y de los combates que tuvieron lugar cerca de lo que hoy es Serraparera dan fe los restos humanos que fueron hallados al abrir el camino que conduce a la masía de Can Coll, por lo que se cree fundadamente que en el término vecinal de las fincas de Can Marmona y Can Coll tuvieron lugar enfrentamientos armados. También entre las propiedades de Can Serraparera y Can Planas, y en el lugar conocido por el "Torrente Boscá", al procederse a preparar las tierras para plantar viñedos se encontraron restos humanos, con la particularidad de que algunos estaban colocados en sencillos ataúdes de obra, por lo que se supone que pertenecían a los cadáveres de algunos jefes del ejército francés.
El día 12 de octubre del año 1808 es incendiada la casa rectoral de la iglesia vieja que había sustituido la antigua iglesia del año 1594. Con este incendio desaparecen la mayoría de documentos antiguos y registros eclesiásticos, aunque del incendio se salvaron los altares barrocos éstos fueron quemados en 1936 al comienzo de la Guerra Civil.
Como después de la guerra para reconstruir la mayoría de las Masías era necesario invertir mucho dinero y la mayoría de propietarios se habían quedado arruinados, los propietarios de Serraparera en aquellos momentos Francesc de Déu Colomer y su hijo Enric de Déu de Belloch, idearon un sistema que se llamó Establecimientos de Tierras y Solares en Censos o sea entregaban unas tierras para cultivar y un solar para edificar la casa con la condición de pagar canon por las tierras y por el solar además de vivir en ella unos años predeterminados en el contrato, Parece que este sistema dio buen resultado porque en 1828 se construyeron varias casas a lo largo del camino que iba de Sardañola a San Cugat y que hoy conocemos como calle San Ramón, Pronto lo imitaron otros propietarios, los de Altimira agrupándose en la calle San José y los de las Masías Banús y Xarau que se agruparon en parte de la calle San Ramón y la de San Martín. De esta manera fue como comenzó a forjarse el núcleo urbano de la ciudad sobre una idea que nació en el distrito. En resumen, Sardañola nació en Serraparera.
En 1833 una serie de decisiones políticas desde la Administración del Estado muy importantes en cuanto a la administración de las entidades locales se ponen en marcha. Se abolen los señoríos feudales y se crean los Ayuntamientos Constitucionales. En ese año se dividió el Estado en 49 provincias y en 1834 se dividen las 49 provincias en 463 partidos judiciales y en 9.355 municipios. Aparecen así los municipios de Sardañola, Ripollet, San Cugat, Moncada, etc. La primera constancia documental de la existencia del "Ayuntamiento Constitucional de Sardañola" es del año 1841 (M. Sánchez, 1983:16). El término del municipio de Sardañola, recién creado, era el mismo que el término medieval y señorial que se ha visto anteriormente. No se produjo ninguna modificación de límites, tan solo pequeñas rectificaciones con Ripollet. Este mismo término municipal es el que llega hasta la actualidad. Los legisladores se encontraron problemas de qué hacer con Reixach y Moncada, o con San Cugat y Valldoreix, utilizándose el criterio de potenciar la amplitud de los nuevos términos municipales. Por esta razón el antiguo pueblo de Santiga, pequeño y con pocos habitantes, no se constituyó en municipio fue adscrito al de Santa Perpetua de Moguda. Una serie de transformaciones económicas y humanas harán cambiar sucesivamente el entorno rural y Agrícola de Serraparera. En 1855 llega el ferrocarril relativamente cerca, las primeras carreteras (Barcelona a Tarrasa en 1852 y Sardañola del Vallés a San Cugat en 1880).
- Mas: Contracción coloquial catalana de la palabra Masía

- Can o Ca'n: Manera coloquial de decir Casa familiar típica de Cataluña

### SiglosXXyXXI

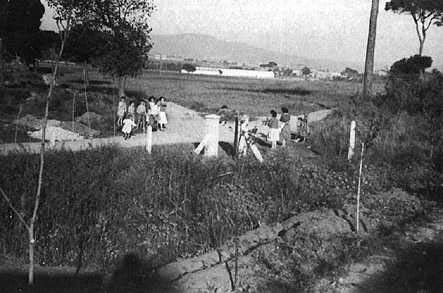
Serraperera Año 1950

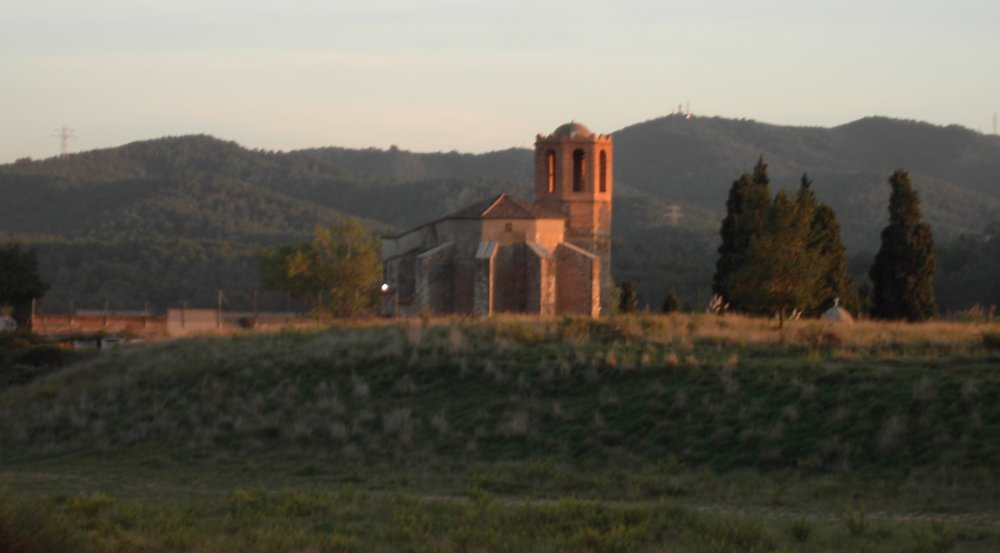
Antigua iglesia de Sant Martí en la actualidad

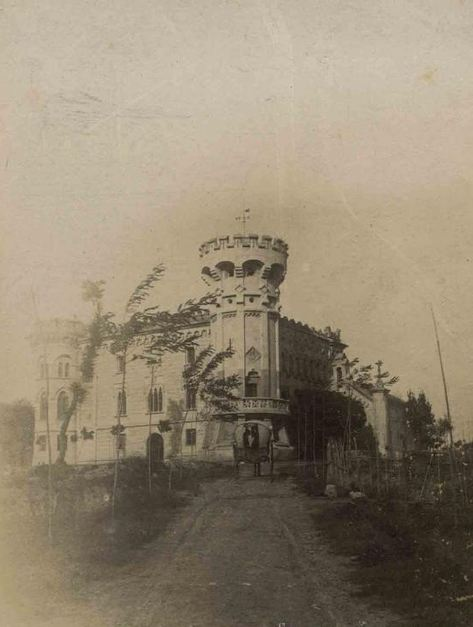
Castillo de San Marcial en la actualidad

Con la llegada de la electricidad en 1910 comienza el nuevo siglo. Sardañola adquiere un carácter de pueblo residencial al llenarse de "chalets" donde las clases altas de Barcelona pasan los veranos lejos de la calor de la capital. En el ámbito industrial, la fábrica Roviralta (Uralita) comienza su andadura y marcará desde entonces la ciudad. Serraparera sigue siendo una zona eminentemente agrícola alejada de estos cambios, que solo se notan por la cantidad de gente que abandona el campo para ir a trabajar a la industria. No sucede ningún hecho relevante en la colonia durante esos años ya que no es un enclave estratégico. Ni en la Dictadura de Primo de Rivera, ni en la Segunda República Española se tiene constancia de ningún hecho digno de mención. Algunos meses antes del final de la guerra civil española, el 26 de enero de 1939, una columna de requetés de Navarra y componentes de la fuerza de choque marroquí entraron en Sardañola por la carretera de San Cugat desplegándose por toda la población. Al frente de estas tropas figuraba el capitán de caballería nacido en la localidad Luis de Arquer Garriga.
Aunque no se considera como núcleo habitado permanentemente hasta los años 60, nace con el nombre de urbanización Vilcom - Serraparera en 1943 para entendernos lo que se llamaba (las tres primeras letras de Vila y Comellas) Vilcom, estaba comprendido entre la sierra de Galliners, La Clota, la calle Castilla y la calle Londres. Fueron los terrenos que la Viuda Villa y Comellas compró a los propietarios de la Masía Can Serraparera. (Mas Perera). En 1950, el coste de una hipoteca para adquirir un "Chalet" era de 500 pesetas al mes y un terreno por 100 "sin entrada ni anticipo alguno" por lo cual se convierte rápidamente en un foco de atracción de inmigrantes que vienen de toda España y que se instalan allí en casas hechas por ellos mismos en la mayoría de los casos, dada la escasez de vivienda en la época. Ahí nace la actual zona residencial, aislada del núcleo urbano que en aquella época era la calle San Ramón. Serraparera comparte rango de Colonia con Montflorit, Cordellas y Bellaterra.
La industrialización se inicia en la zona de La Clota en 1957. En 1963 comienzan las obras de iluminación y pavimentación de la mayoría de las calles, a excepción de Serragalliners y Clota. Estas obras se alargarán en el tiempo muchos años ya que eran pagadas en exclusividad por los propietarios de casas y solares. En 1964, de entre los acuerdos firmados el mes de junio destaca la aprobación de horarios y tarifas del servicio urbano de viajeros entre el Ayuntamiento y la Colonia. En 1965 se da permiso para que se realice la instalación de red domiciliaria de aguas en la Colonia Serraparera y prestar colaboración a las mismas, el importe de las obras sobrepasaba los dos millones y medio de pesetas y su abono se efectuó por los propietarios a razón de 45 cts. por palmo cuadrado en tres anualidades iguales de 15 cts. por palmo. Dejando para el año 1966 que se concertaran los servicios de limpieza de calles, construcción de aceras y mantenimiento de alumbrado público (aunque ese tema en 1978 todavía no se había resuelto). Ese mismo año se realizan las obras de pavimentación con un importe en cuantía superior a los siete millones de pesetas y que es sufragado mediante repartos proporcionales a las superficies de las fincas afectadas. En 1967 nace la empresa Toro Construcciones, que será una de las más activas en la construcción de Chalets en la colonia. En 1968 y coincidiendo con la festividad del 18 de julio, se inauguró el Grupo escolar situado en la calle Canarias que constó de cuatro aulas, dos de niños y dos de niñas. Tres fueron costeadas por la Junta provincial y la cuarta por el Ayuntamiento. La mitad del solar fue cedida para este fin por la empresa urbanizadora y la otra mitad fue comprada por el Ayuntamiento que la pagó a 20 pta. el palmo. Durante los últimos años su función fue servir de cocina para hacer las comidas de los distintos colegios públicos de zona y hoy en día, solo alberga esplai infantil. Por esa fecha se procede en la parte norte fronteriza con Bellaterra la compra de terrenos para la construcción de la futura Universidad Autónoma de Barcelona.
En 1970 la Colonia sufre una paralización porque se suspenden la concesiones de permisos y licencias de obras que fue motivada por la preparación de planes parciales de ordenación para evitar construcciones que pudieran ser luego objeto de expropiación por no ajustarse a las exigencias urbanísticas de la zona. Pero resultó que el Plan confeccionado por el Ayuntamiento no fue aprobado por la Comisión de Urbanismo de Barcelona, devolviéndose con observaciones y el Ayuntamiento tuvo que enviar una segunda versión de este Plan retrasándose más de dos años.  También en ese mismo periodo ya se trabaja en la construcción de la Universidad Autónoma de Barcelona que comienza a tomar forma.
En 1971 un acontecimiento de especial relevancia marcará hasta el día de hoy los límites del distrito. Se pone en marcha la construcción de la Autopista C-58 su enlace con la B-30 y Ciudad Badia al Norte. En 1972 se presentan en el Gobierno civil los estatutos y nace la Asociación de Vecinos de Serraparera (todavía Vilcom-Serraparera), dotándose así sus habitantes de una herramienta para tener voz propia en los temas a tratar con el Ayuntamiento. Su primer presidente fue José Prat y dentro de esa junta su Tesorero Celestino Sánchez sería con el paso del tiempo el primer alcalde democrático que tuvo Sardañola después de los 40 años de dictadura del general Franco. Ellos fueron los artífices del primer proyecto de construcción del actual centro cívico. En el Año 1973 la empresa Hergasan de El Prat de Llobregat construyó el Mercado, En 1976 se aprobó el llamado "Plan Vilcom" que englobó a las calles Luna, Argentina, París, Canarias y Sol. La zona ya contaba con alcantarillado, y el proyecto (que ascendió a 57 millones de pesetas) fue para asfaltado, aceras e iluminación, servicios que siguen funcionando a fecha de hoy desde hace más 30 años. A partir de ese momento y a la vez que Sardañola pide el cambio de topónimo por el de Cerdanyola, el nombre de Vilcom solo ya aparece en los documentos oficiales y Serraparera en solitario se va imponiendo entre los habitantes para denominar a la Colonia. Además la Asociación de Vecinos como tal se une con la de Fontetas y otras organizaciones sociales en un informe para pedir la construcción del nuevo Ambulatorio que descongestione el único que existía en aquel momento en Sardañola, el de Fontetas. También ese año se instala la primera cabina de teléfonos pública. En 1978 la Corporación Metropolitana de Barcelona da luz verde a la segunda fase de instalación de la iluminación pública. En septiembre de 1980 fueron localizadas en la calle Aragón dos tumbas del siglo IV. Se tenía conocimiento de la posible existencia de restos, por lo que ante la inminencia del comienzo de las obras de pavimentación de aquella zona se planteó la recuperación de las tumbas, encomendándose la tarea a un grupo de arqueólogos del Instituto Prehistórico y de Arqueología de la Diputación. Una de las fosas se conservaba en muy buenas condiciones, con su correspondiente esqueleto, mientras que la otra presentaba serios deterioros. El Ayuntamiento autorizó el traslado de los restos a Barcelona hasta que Sardañola dispusiera de un museo en condiciones para albergarlos. En abril de 2007 se decidió dividir Sardañola en seis distritos; Serraparera quedó formada por toda la antigua Colonia más Cerdanyola 2000, la Clota y Polizur.En otoño de 2011 Cerdanyola 2000 debido a su especial problemática decide formar una plataforma que la separe del resto del distrito."  El día 9 de noviembre de 2014 en el IES Jaume Mimo se instalaran los colegios electorales donde se dará el primer paso para la proclamación de la independencia de Cataluña en el distrito.